# Japanische Meisterschaften im Skispringen 2018
Die 97. japanischen Meisterschaften im Skispringen fanden am 27. und 28. Oktober 2018 in Hakuba auf den Hakuba-Schanzen statt. Am ersten Wettkampftag wurden die Wettbewerbe von der Normalschanze abgehalten, die von Taku Takeuchi und Sara Takanashi gewonnen wurden. Für den Wettbewerb der Herren wurde eine Qualifikation durchgeführt, an der 81 Athleten teilnahmen. Bei den Frauen war ein Ausscheidungsspringen nicht nötig gewesen. Tags darauf standen die Wettbewerbe von der Großschanze an. An der Qualifikation der Herren gingen 74 Springer an den Start. Den Meistertitel gewann Daiki Itō. Bei den Frauen setzte sich erneut Rekordmeisterin Sara Takanashi gegen ein Teilnehmerinnenfeld von 23 Springerinnen durch. Ryōyū Kobayashi verpasste aufgrund einer Verletzung am linken Knie das Meisterschaftswochenende.

## Austragungsort
| \| Hakuba \| |
| Hakuba       |

| Hakuba |

## Ergebnisse

### Frauen

#### Normalschanze
An den japanischen Meisterschaften der Frauen von der Normalschanze nahmen 34 Athletinnen teil, jedoch wurde eine Sportlerin disqualifiziert. Auf Grund zu starken Windes musste der zweite Durchgang abgesagt werden. Japanische Meisterin nach einem Wertungssprung wurde daher Sara Takanashi, die zwei Luken tiefer als ihre Konkurrentinnen vom Balken ging. Die daraus resultierenden Pluspunkte sowie die besten Haltungsnoten des Tages führten zu einem überlegenen Sieg der Titelverteidigerin. Den weitesten Sprung zeigte die drittplatzierte Kaori Iwabuchi mit einer Weite von 95 Metern.
| Platz | Name            | Zugehörigkeit          | Weite 1 | Weite 2 | Punkte |
| ----- | --------------- | ---------------------- | ------- | ------- | ------ |
| 01.   | Sara Takanashi  | Kuraray Ski Team       | 094,5 m | –       | 128,4  |
| 02.   | Yūki Itō        | Tsuchiya Home Ski Team | 093,0 m | –       | 113,9  |
| 03.   | Kaori Iwabuchi  | Kitano Construction SC | 095,0 m | –       | 111,0  |
| 04.   | Yūka Setō       | Hokkaidō HT AC         | 086,0 m | –       | 104,5  |
| 05.   | Nozomi Maruyama | Meiji-Universität      | 084,5 m | –       | 095,7  |
| 06.   | Haruka Iwasa    | Ōbayashi-gumi Ski Team | 085,5 m | –       | 094,8  |
| 07.   | Shihori Ōi      | Waseda-Universität     | 082,0 m | –       | 089,8  |
| 08.   | Ren Mikase      | Shimokawa Commercial   | 081,5 m | –       | 089,2  |
| 09.   | Misaki Shigeno  | Chintai Ski Club       | 080,5 m | –       | 086,0  |
| 10.   | Ringo Miyajima  | Nagano Gymnasium       | 078,5 m | –       | 082,7  |

#### Großschanze
An den japanischen Meisterschaften der Frauen von der Großschanze nahmen 23 Athletinnen teil. Erneut gewann Sara Takanashi den Wettbewerb, bei dem sie in beiden Durchgängen jeweils zwei Luken weniger Anlauf hatte als die restlichen Teilnehmerinnen.
| Platz | Name            | Zugehörigkeit          | Weite 1 | Weite 2 | Punkte |
| ----- | --------------- | ---------------------- | ------- | ------- | ------ |
| 01.   | Sara Takanashi  | Kuraray Ski Team       | 124,0 m | 114,5 m | 254,2  |
| 02.   | Yūki Itō        | Tsuchiya Home Ski Team | 119,5 m | 125,0 m | 222,6  |
| 03.   | Kaori Iwabuchi  | Kitano Construction SC | 117,5 m | 121,0 m | 206,4  |
| 04.   | Yūka Setō       | Hokkaidō HT AC         | 109,0 m | 114,5 m | 181,1  |
| 05.   | Nozomi Maruyama | Meiji-Universität      | 108,5 m | 113,0 m | 173,8  |
| 06.   | Haruka Iwasa    | Ōbayashi-gumi Ski Team | 102,0 m | 102,5 m | 150,6  |
| 07.   | Misaki Shigeno  | Chintai Ski Club       | 101,0 m | 099,0 m | 144,1  |
| 08.   | Ayane Miyazaki  | Iiyama HS              | 103,0 m | 096,5 m | 136,1  |
| 09.   | Ren Mikase      | Shimokawa Commercial   | 095,5 m | 092,0 m | 115,7  |
| 10.   | Kaede Narita    | Nihon-Universität      | 092,5 m | 090,5 m | 106,6  |

### Männer

#### Normalschanze
Die japanische Meisterschaft der Männer von der Normalschanze fand am 27. Oktober 2018 statt und begann um 8:08 Uhr Ortszeit. Am Wettbewerb nahmen 50 Athleten teil, die sich zuvor in einem Ausscheidungsspringen qualifiziert hatten. Sieger des Wettbewerbs wurde Taku Takeuchi, der bereits seinen vierten Meistertitel feiern konnte. Yukiya Satō folgte ihm mit nur 0,8 Punkten Rückstand auf Rang zwei. Der Führende nach dem ersten Durchgang Junshirō Kobayashi fiel noch auf den vierten Plaz zurück, wohingegen Daiki Itō mit der besten Leistung im Finaldurchgang noch aufs Podest sprang. Der 46-jährige Noriaki Kasai konnte mit Rang 26 nicht an vergangene Leistungen anknüpfen. Der Olympiasieger von 1998 Kazuyoshi Funaki verpasste als 33. den zweiten Durchgang. Die ersten zehn starteten im ersten Durchgang aus Startluke 16, ehe sie im Finaldurchgang drei Luken weniger Anlauf hatten.
| Platz | Name               | Zugehörigkeit          | Weite 1 | Weite 2 | Punkte |
| ----- | ------------------ | ---------------------- | ------- | ------- | ------ |
| 01.   | Taku Takeuchi      | Kitano Construction SC | 090,5 m | 093,5 m | 239,3  |
| 02.   | Yukiya Satō        | Megmilk Snow Brand ST  | 089,5 m | 092,5 m | 238,5  |
| 03.   | Daiki Itō          | Megmilk Snow Brand ST  | 087,5 m | 095,5 m | 236,2  |
| 04.   | Junshirō Kobayashi | Megmilk Snow Brand ST  | 093,0 m | 090,0 m | 234,4  |
| 05.   | Kenshirō Itō       | Megmilk Snow Brand ST  | 089,5 m | 089,5 m | 229,4  |
| 06.   | Kento Sakuyama     | Kitano Construction SC | 087,5 m | 087,0 m | 227,1  |
| 07.   | Naoki Nakamura     | Tōkai-Universität      | 084,5 m | 093,5 m | 227,0  |
| 08.   | Minato Mabuchi     | Akita Xerox            | 091,5 m | 085,0 m | 222,0  |
| 09.   | Tomofumi Naitō     | Tōkyō TD               | 091,5 m | 084,0 m | 221,9  |
| 10.   | Hiroaki Watanabe   | Furukawa SD            | 085,0 m | 091,5 m | 219,1  |

#### Großschanze
Die japanische Meisterschaft der Männer von der Großschanze fand am Sonntag, dem 28. Oktober 2018 statt. Mit deutlichem Vorsprung wurde Daiki Itō vor Naoki Nakamura japanischer Meister. Keiichi Satō, der am Vortag den 16. Platz belegt hatte, sprang auf den dritten Rang. Noriaki Kasai erreichte den 18., Kazuyoshi Funaki den 28. Platz. Beide Durchgänge kamen ohne eine Veränderung der Startluke aus, sodass alle die gleiche Anlauflänge hatten. Von den hier aufgelisteten besten zehn Athleten des Wettbewerbs hatte Yukiya Satō im ersten Durchgang die schlechtesten Windbedingungen, für die er 9,9 Punkte gutgeschrieben bekam. Reruhi Shimizu hatte im Gegensatz dazu die vielversprechendsten Windverhältnisse, weshalb ihm neun Punkte abgezogen wurden.
| Platz | Name               | Zugehörigkeit          | Weite 1 | Weite 2 | Punkte |
| ----- | ------------------ | ---------------------- | ------- | ------- | ------ |
| 01.   | Daiki Itō          | Megmilk Snow Brand ST  | 131,0 m | 133,5 m | 273,0  |
| 02.   | Naoki Nakamura     | Tōkai-Universität      | 127,5 m | 130,0 m | 260,4  |
| 03.   | Keiichi Satō       | Megmilk Snow Brand ST  | 129,0 m | 128,5 m | 250,8  |
| 04.   | Kenshirō Itō       | Megmilk Snow Brand ST  | 128,5 m | 129,5 m | 250,7  |
| 05.   | Shōhei Tochimoto   | Megmilk Snow Brand ST  | 129,5 m | 125,5 m | 246,5  |
| 06.   | Kento Sakuyama     | Kitano Construction SC | 127,0 m | 122,5 m | 242,1  |
| 07.   | Junshirō Kobayashi | Megmilk Snow Brand ST  | 129,0 m | 117,5 m | 235,9  |
| 08.   | Reruhi Shimizu     | Megmilk Snow Brand ST  | 128,5 m | 116,5 m | 229,2  |
| 09.   | Yukiya Satō        | Megmilk Snow Brand ST  | 106,0 m | 121,0 m | 217,4  |
| 10.   | Taku Takeuchi      | Kitano Construction SC | 125,0 m | 108,0 m | 215,9  |